# 武田信重 (安芸武田氏)
武田 信重（たけだ のぶしげ）は、戦国時代の武将。安芸武田氏の一族である。武田信実が逃亡した後に、安芸武田氏の家督を継いで当主になったとする説や、安国寺恵瓊の実父の説がある。

## 生涯
安芸武田氏の当主・武田元繁の子、武田下野守（名は不明。伴繁清とする説もある。）の子であるとされ、当主を継いだ武田信実とは同世代の親族関係にあるとされる。ただし、安芸武田氏の家系図には疑問点も多いとされるため、史実として正確であるとは断定されていない。
武田信実は天文4年（1535年）に武田光和が死去した後（異説あり）に若狭武田氏から養子として迎えられて当主となったが、養子のために家中の統率ができずにいた。天文10年（1541年）の吉田郡山城の戦いで出雲国の尼子詮久が毛利元就に敗れて出雲に撤退すると、尼子と同盟関係にあった武田方の佐東銀山城は孤立無援となり、信実は城を捨てて尼子の援軍であった牛尾義清らと共に出雲に逃亡した。
しかし、城兵300人ほどは一族の信重を擁立してなおも抵抗する。しかし勝敗は既に決しており、毛利元就に攻められて佐東銀山城は落城し、信重は自害した。これにより、安芸武田氏の勢力は滅亡した（佐東銀山城の戦い）。同時期、信重の父とされることもある伴繁清もまた、伴城に籠るも討死している。

## 子孫
銀山城（伴城とする説もある）落城の際、武田信重の遺児が家臣に連れられて安芸国の安国寺（不動院）に逃れた。後に安国寺恵瓊として毛利元就に仕える外交僧となり領地をも得て、戦国の世に名を馳せることになる。